# Jack Ackroyd
Pour les articles homonymes, voir Ackroyd.
Jack Ackroyd (Bradford (Angleterre), 5 juin 1889 – Wellington (Angleterre), 16 novembre 1962) est un acteur britannique de second plan du cinéma américain. Il est apparu le plus souvent aux côtés de Charley Chase et de Stan Laurel.

## Filmographie partielle
- 1923 : Oranges et Citrons (Oranges and Lemons) de George Jeske
- 1925 : Le Grand Chaperon rouge (Big Red Riding Hood) de Leo McCarey
- 1930 : La Patrouille de l'aube (The Dawn Patrol) de Howard Hawks